# Баялиев, Уланбек Токтотемирович
Уланбек Токтотемирович Баялиев (род. 30 июля 1975, Фрунзе) — российский режиссëр и актёр.

## Биография
После окончания в 2001 году Высшего театрального училища им. М. С. Щепкина, работал актером в московском театре «Содружество актёров Таганки».
В 2006 году окончил режиссёрский факультет Российского университета театрального искусства — ГИТИС (курс С. В. Женовача).
На Театральном фестивале русской классики в Ярославле спектакль Уланбека Баялиева «Поздняя любовь» был удостоен I премии.
С 2004 года снимается в российских телесериалах. Сыграл роль Марата Пака в сериале «Русское лекарство».
С 2007 года — режиссёр нескольких телевизионных сериалов.

## Режиссерские работы
- 2007 — Тридцатилетние (телесериал)
- 2008 — Сердцеедки (телесериал)
- 2010 — Дворик (телесериал)
- 2011 — Мужчина во мне (телесериал)
- 2011 — Карамель (телесериал)
- 2011 — Девичья охота (телесериал)

### Театр
- 2004 — «Поздняя любовь» А. Н. Островского — театр «Студия театрального искусства»
- 2006 — «Ночь ошибок» О. Голдсмита (Русский драматический театр, г. Уфа).
- 2007 — «Барабаны в ночи» по Брехту в московском драматическом театре «Et cetera».
- 2023 — «Брехт. Швейк. Вторая мировая» — театр «Студия театрального искусства»[1]